# Баи (футбольный клуб)
«Баи» (кит. 八一足球队, 中国人民解放军八一足球俱乐部) — бывший китайский футбольный клуб, существовавший в системе Народно-освободительной армии Китая. Функционировал с 1951 по 2003 год. Первоначально команда базировалась в г. Пекине. Название было составлено из двух иероглифов: «восемь» (кит. 八, bā) и «один» (кит. 一, yī) и является передачей даты 1 августа. Связано это с образованием НОАК, официальной датой считается 1 августа 1927 года.

## История
Команда была образована в 1951 году и вплоть до 1986 года пять раз становилась чемпионом Китая. Однако, как часть организационной структуры китайской армии, она не могла приобретать иностранных игроков и привлекать спонсоров. После образования в 1994 году профессиональной футбольной лиги Цзя-А (впоследствии была переименована в Суперлигу Китая по футболу) команда практически каждый год меняла домашние арены, побывав в Тайюане, Сиане, Куньмине, Шицзячжуане, Синьсяне, Лючжоу и Сянтане (Хунань). В этот же период выступлений команда меняла и название, в котором было отражено название титульного спонсора (например, «Баи Чжэнбан» и «Баи Сянтань»).
Футбольный клуб был расформирован НОАК в 2003 году.
В 2010 году НОАК объявила о том, что товарный знак и название «Баи» принадлежит ей, после чего команда «Наньчан Баи» была переименована в «Наньчан Хэнъюань».

## Изменение названия и логотипа

Логотип Баи Зебон
Оригинальный логотип Баи

- 1951—1998: ФК Баи 八一足球队
- 1999: Баи Цзиньсуй 八一金穗
- 2000—2002: Баи Зебон (Чжэньбан) 八一振邦
- 2003: Баи Сянтань 八一湘潭

## Результаты
За всё время выступлений
| Сезон    | 1951 | 1953 | 1957 | 1958 | 1960 | 1961 | 1962 | 1963 | 1964 | 1965 | 1974 | 1976 | 1977 | 1978 | 1979 | 1980 | 1981 | 1982 | 1983 | 1984 |
| -------- | ---- | ---- | ---- | ---- | ---- | ---- | ---- | ---- | ---- | ---- | ---- | ---- | ---- | ---- | ---- | ---- | ---- | ---- | ---- | ---- |
| Дивизион | 1    | 1    | 1    | 1    | 1    | 1    | 1    | 1    | 1    | 1    | 1    | 1    | 1    | 1    | 1    | 1    | 1    | 1    | 1    | 1    |
| Место    | 3    | 1    | 3    | 12   | 7    | 2    | 2    | 12   | 3    | 2    | 1    | 1    | 1    | 2    | 3    | 7    | 1    | 5    | 3    | 6    |

| Сезон    | 1985 | 1986 | 1987 | 1988 | 1989 | 1990 | 1991 | 1992 | 1993 | 1994 | 1995 | 1996 | 1997 | 1998 | 1999 | 2000 | 2001 | 2002 | 2003 |
| -------- | ---- | ---- | ---- | ---- | ---- | ---- | ---- | ---- | ---- | ---- | ---- | ---- | ---- | ---- | ---- | ---- | ---- | ---- | ---- |
| Дивизион | 1    | 1    | 1    | 1    | 1    | 1    | 1    | 1    | 1    | 1    | 1    | 1    | 1    | 1    | 2    | 2    | 1    | 1    | 1    |
| Место    | 2    | 1    | 5    | 8    | 4    | 2    | 5    | 4    | 5    | 9    | 9    | 3    | 10   | 13   | 5    | 2    | 12   | 13   | 14   |

В сезонах 1954—1956, 1966—1973, 1975 розыгрыш не проводился;
- ↑  на групповой стадии

Выступления в соревнованиях АФК
- Лига чемпионов АФК: (1), 1988 — групповая стадия.

## Достижения
- Чемпион Лиги Цзя-А: 1953, 1974, 1977, 1981, 1986[1]